# راسينغ بوينت بي آر 20

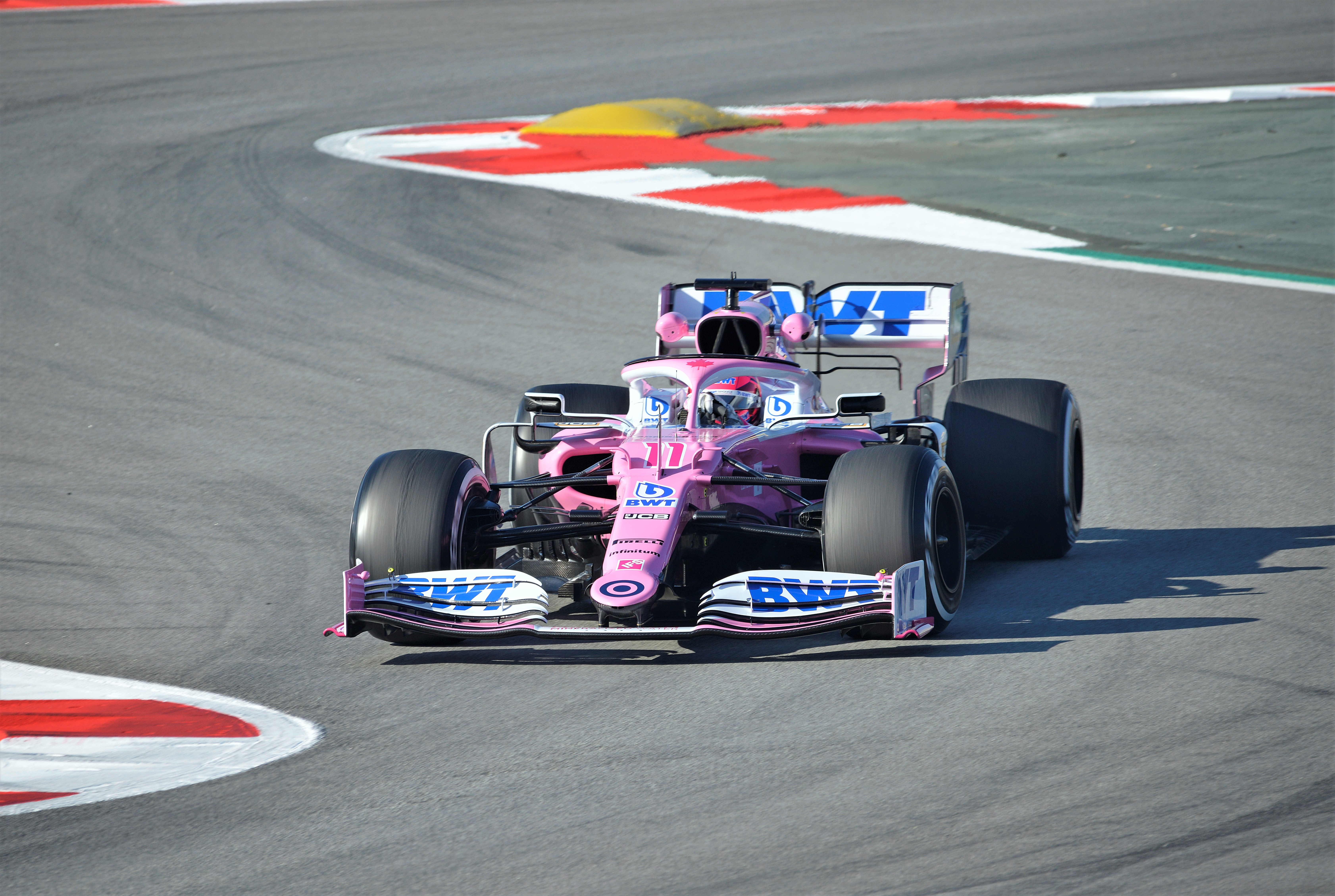
راسينغ بوينت بي آر 20

ريسنغ بوينت آر بي 20 هي سيارة سِباق فورمولا تم تصميمها وتطويرها من قبل فريق ريسنغ بوينت فورمولا 1، للتنافس في بطولة العالم للفورمولا 1 لعام 2020 . كانت هذه ثاني سيارة يقوم الفريق بتصنيعها، وكانت كذلك آخر سيارة يتم تصنيعها وإطلاق اسم ريسنغ بوينت عليها، والسبب في ذلك أن الفريق غير اسمه إلى أستون مارتن لبطولة العالم للفورمولا 1 2021 . تم قيادة آر بي بواسطة سيرجيو بيريز لانس سترول ونيكو هولكينبيرغ .
موعد الظهور الأول للسيارة كان من المقرر أن يكون من خلال منافسات سباق الجائزة الكبرى الأسترالي لعام 2020، ولكن تم تأجيل ذلك عندما تم إلغاء أو تأجيل معظم السباقات المخطط لها أصلاً لعام 2020 استجابةً لجائحة فيروس كورونا.
الظهور الأول للسيارة بشكل رسمي جاء من خلال منافسات سباق الجائزة الكبرى النمساوية لعام 2020 . احتل سترول المركز الأول والوحيد للفريق تحت اسم ريسينغ بوينت في سباق الجائزة الكبرى التركي لعام 2020 ، بينما ضمن بيريز فوزه الأول في السباق والفوز الأول والوحيد للفريق تحت اسم ريسنغ بوينت في سباق جائزة صخير الكبرى لعام 2020 . تعرضت السيارة للكثير من الانتقادات اللاذعة وذلك بسبب التشابه الكبير بينها وبين سيارة مرسيدس W10 الفائزة بالبطولة والتي تديرها مرسيدس في عام 2019 .

## خلفية
تمكنت السيارة بنجاح من تخطي اختبار التصادم في شهر يناير من العام 2020، الذي أقيم في مركز التأثير كرنفيلد في بيدفوردشير، إنجلترا، وسمح بمطابقتها مع الاتحاد الدولي للسيارات. وصف رئيس فريق ريسنغ بوينت اوتمار شفناور السيارة بأنها تمثل النسخة المطورة من النسخة التي تم إصدارها في السابق، بسبب النقص النسبي في التغيير في اللوائح الخاصة بموسم 2020، وأن الفريق بدأ العمل على السيارة في يوليو 2019، قبل منتصف الطريق. - موسم العطلة الصيفية.

## أوجه التشابه مع مرسيدس W10

### انتقادات ما قبل الموسم
خلال اختبار ما قبل الموسم للفورمولا 1 لعام 2020، أُطلق على السيارة اسم «المرسيدس الوردية» وفريق «نقطة التتبع» نظراً لتشابه آر بي 20 الواضح مع سيارة مرسيدس AMG F1 W10 EQ Power + الفائزة بالبطولة التي استخدمتها مرسيدس خلال 2019 . صرح أندرو جرين المدير الفني لريسنغ بوينت أن السيارة تتشابه في العديد من التفاصيل مع نظيرتها، لكنه نفى وجود أي تقليد أو اقتباس في عملية التصميم وأن التشابهات كانت عبارة توارد أفكار لا أكثر ولا أقل. تسبب التصميم في جدل بين الفرق الأخرى، حيث أشار الرئيس التنفيذي لشركة McLaren زاك براون إلى آر بي 20 باسم «ما يبدو أنه مرسيدس العام الماضي» قبل افتتاح الموسم في سباق الجائزة الكبرى النمساوي.

### الاحتجاجات
بعد سباق الجائزة الكبرى في ستيريا، قدمت رينو احتجاجاً رسمياً ضد شرعية آر بي 20، مما يشير إلى أن قنوات المكابح الخاصة بها (يجب على الفرق أن تصمم نفسها بنفسها) قد تكون مشابهة جداً لمرسيدس W10. تم حجز قنوات الفرامل في آر بي 20 وطلب المضيفون من مرسيدس توفير قنوات الفرامل من W10 للمقارنة. قدمت رينو أيضًا احتجاجاً مماثلاً على نتائج سباق الجائزة الكبرى المجري فيما يتعلق بشرعية آر بي 20. تم تكرار نفس الاحتجاج من قبل رينو في سيلفرستون بعد سباق الجائزة الكبرى البريطاني. قدم فيراري طلباً للتوضيح من قبل الاتحاد الدولي للسيارات على نفس أسس احتجاج رينو. أيد الاتحاد الدولي للسيارات احتجاجات رينو، وغرم ريسنغ بوينت €400٬000 وخصم 15 نقطة من بطولة الصانعين. وذكرت أنه على الرغم من السيارة تلبي جميع الشروط بحسب اللوائح، إلا أن تفاصيل كبيرة في تصميمها مأخوذة من سيارة منافسة وهذا فيه انتهاك لقواعد اللعب الشريف. نظراً لأن ريسنغ بوينت قد استندت في تصميم الجزء إلى رسومات CAD التي قدمتها مرسيدس، فقد نظر الاتحاد الدولي للسيارات إلى مرسيدس، وليس ريسنغ بوينت، كمصممي قنوات الفرامل الخلفية. ومع ذلك، تم اعتبار عملية تصميم قنوات الفرامل الأمامية قانونية، حيث استخدم الفريق تصميماً مشابهاً في عام 2019، عندما لم تكن الفرق مطالبة بتصميم قنوات الفرامل بأنفسهم. نظراً لكل هذه الأحداث تم خصم 15 نقطة من رصيد الفريق. وعلى الرغم من جمعه نقاط تضعه في المركز الثالث، تسبب خصم ال15 نقطة من رصيد الفريق في تراجعه إلى المركز الرابع وهو ما تسبب في سخط كبير.

## ملخص الموسم
قبل ثلاثة أيام من جائزة British الكبرى، ثبتت إصابة بيريز بـ COVID-19. ولم يتمكن بسبب ذلك من التواجد في سباق الجائزة الكبرى البريطاني وسباق الجائزة الكبرى جائزة 70th Anniversary الكبرى. حل نيكو هولكنبيرج محل بيريز ليمثل الفريق في السباقين بدلا منه.
في سباق الجائزة الكبرى الإيطالي، حل سترول في المركز الثالث وأصبح بذلك اللاعب الأول في الفريق من خلال المنافسات. في سباق Eifel Grand Prix ، لم يتمكن Lance سترول من المشاركة في التصفيات والسباق بسبب اختباره إيجابياً لفيروس كورونا. سيكون Hülkenberg بمثابة بديل له في الدورتين التاليتين، حيث أنهى المركز الثامن بعد بدء 20.
في سباق الجائزة الكبرى التركي، جاء سترول في المركز الأول للفريق على مر العصور، حيث تأهل زميله بيريز في المركز الثالث. في السباق، بدأ سترول السباق في الصدارة ولكنه وجد نفسه يتأخر تدريجيا حتى أصبح في المركز التاسع، بينما حقق بيريز المركز الثاني، حيث حل الفريق الثاني على منصة التتويج. اقترب بيريز من احتلال المركز الثالث على منصة التتويج للفريق في سباق جائزة البحرين الكبرى، لكنه تعرض لفشل في المحرك تسبب في توقفه لفترة طويلة اثرت عليه سلبا في النهاية. في وقت سابق من السباق، انقلبت سيارة سترول رأسًا على عقب بسبب اصطدامها بدانييل كفيات، وهذا يعني أن البحرين كانت الوجهة الأولى التي يفشل فيها كل من سترول وبيريز في تحقيق أي نقاط في الموسم وهو ما لم تتوقعه حتى شركات المراهنات. في سباق جائزة صخير الكبرى، منح بيريز ريسنغ بوينت أول فوز له كمنشئ وككيان قانوني بينما أنهى سترول أيضًا على المنصة بحصوله على المركز الثالث. كانت هذه هي المرة الأولى التي يفوز فيها أي تجسيد للفريق بسباق منذ أن فاز جوردان بسباق الجائزة الكبرى البرازيلي لعام 2003 . كان هذا هو الفوز الخامس في سباق الجائزة الكبرى لأي تجسد للفريق.

## نتائج فورمولا 1 كاملة
(مفتاح)
| سنة  | مشترك                                        | وحدة الطاقة | الإطارات | اسم السائق | جراند بريكس | جراند بريكس | جراند بريكس                                                                             | جراند بريكس | جراند بريكس | جراند بريكس | جراند بريكس | جراند بريكس | جراند بريكس | جراند بريكس | جراند بريكس | جراند بريكس | جراند بريكس | جراند بريكس | جراند بريكس | جراند بريكس | جراند بريكس | نقاط | مجلس الكنائس العالمي |
| ---- | -------------------------------------------- | ----------- | -------- | --- | --- | ----------- | --------------------------------------------------------------------------------------- | ----------- | ----------- | ----------- | ----------- | ----------- | ----------- | ----------- | ----------- | ----------- | ----------- | ----------- | ----------- | ----------- | ----------- | ---- | -------------------- |
| 2020 | نقطة سباق BWT<br id="mwhw"><br></br> فريق F1 | BWT مرسيدس  | P        | | AUT | مكان قذر    | هون                                                                                     | GBR         | 70 أ        | ESP         | BEL         | ITA         | TUS         | روس         | EIF         | POR         | EMI         | TUR         | BHR         | SKH         | ABU         | 195  | الرابعة              |
| 2020 | نقطة سباق BWT<br id="mwhw"><br></br> فريق F1 | BWT مرسيدس  | P        | سيرجيو بيريز \|title="" style="background: /* */#DFFFDF; color: /* */#000; text-align: auto;"\| 6\|title="" style="background: /* */#DFFFDF; color: /* */#000; text-align: auto;"\| 6\|title="" style="background: /* */#DFFFDF; color: /* */#000; text-align: auto;"\| 7\|title="" style="background: /* */#FFF; color: /* */#000; text-align: auto;"\| WD | 5\|title="" style="background: /* */#DFFFDF; color: /* */#000; text-align: auto;"\| 10\|title="" style="background: /* */#DFFFDF; color: /* */#000; text-align: auto;"\| 10\|title="" style="background: /* */#DFFFDF; color: /* */#000; text-align: auto;"\| 5\|title="" style="background: /* */#DFFFDF; color: /* */#000; text-align: auto;"\| 4\|title="" style="background: /* */#DFFFDF; color: /* */#000; text-align: auto;"\| 4\|title="" style="background: /* */#DFFFDF; color: /* */#000; text-align: auto;"\| 7\|title="" style="background: /* */#DFFFDF; color: /* */#000; text-align: auto;"\| 6\|title="" style="background: /* */#DFDFDF; color: /* */#000; text-align: auto;"\| 2\|title="" style="background: /* */#FFF; color: /* */#000; text-align: auto;"\|\|title="" style="background: /* */#FFF; color: /* */#000; text-align: auto;"\|\|title="" style="background: /* */#FFF; color: /* */#000; text-align: auto;"\| |             |                                                                                         |             |             |             |             |             |             |             |             |             |             |             |             |             |             | 195  | الرابعة              |
| 2020 | نقطة سباق BWT<br id="mwhw"><br></br> فريق F1 | BWT مرسيدس  | P        | نزهة لانس \|title="" style="background: /* */#EFCFFF; color: /* */#000; text-align: auto;"\| منسحب\|title="" style="background: /* */#DFFFDF; color: /* */#000; text-align: auto;"\| 7\|title="" style="background: /* */#DFFFDF; color: /* */#000; text-align: auto;"\| 4\|title="" style="background: /* */#DFFFDF; color: /* */#000; text-align: auto;"\| 9\|title="" style="background: /* */#DFFFDF; color: /* */#000; text-align: auto;"\| 6\|title="" style="background: /* */#DFFFDF; color: /* */#000; text-align: auto;"\| 4\|title="" style="background: /* */#DFFFDF; color: /* */#000; text-align: auto;"\| 9\|title="" style="background: /* */#FFDF9F; color: /* */#000; text-align: auto;"\| 3\|title="" style="background: /* */#EFCFFF; color: /* */#000; text-align: auto;"\| منسحب\|title="" style="background: /* */#EFCFFF; color: /* */#000; text-align: auto;"\| منسحب\|title="" style="background: /* */#FFF; color: /* */#000; text-align: auto;"\| WD\|title="" style="background: /* */#EFCFFF; color: /* */#000; text-align: auto;"\| منسحب\|title="" style="background: /* */#CFCFFF; color: /* */#000; text-align: auto;"\| 13\|title="" style="background: /* */#DFFFDF; color: /* */#000; text-align: auto;"\| 9P\|title="" style="background: /* */#FFF; color: /* */#000; text-align: auto;"\|\|title="" style="background: /* */#FFF; color: /* */#000; text-align: auto;"\|\|title="" style="background: /* */#FFF; color: /* */#000; text-align: auto;"\| | |             |                                                                                         |             |             |             |             |             |             |             |             |             |             |             |             |             |             | 195  | الرابعة              |
| 2020 | نقطة سباق BWT<br id="mwhw"><br></br> فريق F1 | BWT مرسيدس  | P        | نيكو هولكنبرج | |             | DNS\|title="" style="background: /* */#DFFFDF; color: /* */#000; text-align: auto;"\| 7 |             |             |             |             | 8           |             |             |             |             |             |             |             |             |             | 195  | الرابعة              |